# Estadio Independencia de La Rinconada
El Estadio Independencia, también conocido como Estadio La Rinconada, es una instalación deportiva utilizada para la práctica del sóftbol y alternativamente para el béisbol menor, ubicado en el suroeste de la ciudad capital de Venezuela, específicamente en el sector La Rinconada de la Parroquia Coche del Municipio Libertador de Caracas. Es uno de los 2 estadios escogidos para ser sede del décimo segundo campeonato mundial de Softbol femenino que se celebró en Venezuela del 23 de junio al 2 de julio. Además de ser una de las sedes de las selecciones nacionales de Softbol de Venezuela En ocasiones es utilizado como sede de eventos musicales o culturales, o religiosos.

## Características
El antiguo estadio fue modernizado y ampliado con el fin de poder albergar el mundial de Softbol femenino de 2010, dándole una capacidad de 6.712 espectadores, con una inversión de 43.020.000 bolívares posee grama artificial, estacionamiento, áreas preferenciales y facilidades para discapacitados.
Se encuentra cerca de la estación del Metro La Rinconada, de la estación de tren Simón Bolívar de Caracas y del Poliedro de Caracas.
Sus instalaciones fueron aprobadas por la Federación Internacional de Softbol en mayo de 2010. La grada de fondo fue bautizada Tamanaco en honor a un indígena local, y las entradas fueron nombradas: Tiuna, Guaicaipuro, Yare, Catia y Baruta, todos aborígenes venezolanos. Posee además una sala de prensa para hasta 200 periodistas y palco presidencial